# Yang Hyong-sop
Yang Hyong-sop (1 tháng 10 năm 1925 - 13 tháng 5 năm 2022) là chính khách nước Cộng hòa Dân chủ Nhân dân Triều Tiên. Ông từng chức Ủy viên Bộ Chính trị Đảng Lao động Triều Tiên, Phó Chủ tịch Đoàn Chủ tịch Hội nghị Nhân dân Tối cao. Trước đó, từ năm 1983 đến năm 1998, ông là Chủ tịch Uỷ ban Thường vụ Hội nghị Nhân dân Tối cao.

## Tiểu sử
Yang Hyong-sop sinh năm 1925 ở Hamhung. Năm 1950, Yang du học tại Đại học Quốc gia Moskva của Liên Xô; năm 1954, sau khi tốt nghiệp ông trở về Triều Tiên, đảm nhiệm chức vụ Phó tổng trưởng Đại học Kinh tế nhân dân; ông có học vị thạc sĩ lịch sử học.
Năm 1961, Yang Hyong-sop được phân công giữ chức Hiệu trưởng Trường Đảng Trung ương Đảng Lao động Triều Tiên. Năm 1962, ông giữ chức Sở trưởng Sở nghiên cứu chủ nghĩa Marx-Lenin Trung ương Đảng Lao động Triều Tiên. Tháng 10 năm 1962, ông được bầu làm Đại biểu Hội đồng Nhân dân Tối cao. Năm 1966, Yang Hyong-sop được tái bổ nhiệm làm Hiệu trưởng Trường Đảng Trung ương Đảng Lao động Triều Tiên.
Tháng 7 năm 1970, Yang Hyong-sop được bầu làm Bí thư Ban Bí thư Trung ương Đảng Lao động Triều Tiên, tháng 11 cùng năm, ông được bầu làm Ủy viên dự khuyết Ủy ban Chính trị Trung ương, Bí thư Ban Bí thư.
Năm 1974, Yang Hyong-sop được bầu làm Ủy viên chính thức Ủy ban Chính trị Trung ương Đảng Lao động Triều Tiên, Bí thư Ban Bí thư Trung ương Đảng. Năm 1977, ông được phân công đảm nhiệm chức vụ Viện trưởng Học viện khoa học xã hội Triều Tiên.
Tháng 10 năm 1979, Yang Hyong-sop được bầu làm Chủ tịch Mặt trận Dân chủ Thống nhất Tổ quốc. Tháng 4 năm 1983, Yang Hyong-sop được bầu làm Chủ tịch Uỷ ban Thường vụ Hội nghị Nhân dân Tối cao. Tháng 12 năm 1986, ông được bầu tái đắc cử Chủ tịch Uỷ ban Thường vụ Hội nghị Nhân dân Tối cao.
Năm 1988, Yang Hyong-sop được chỉ định giữ chức vụ Phó Chủ tịch Đoàn chủ tịch Hội nghị Nhân dân Tối cao. Chủ tịch Đoàn Chủ tịch là ông Kim Yong-nam.
Ngày 28 tháng 9 năm 2010, tại Hội nghị toàn quốc Trung ương Đảng Lao động Triều Tiên lần thứ 3, Yang Hyong-sop được bầu giữ chức Ủy viên Bộ Chính trị Đảng Lao động Triều Tiên.
Ngày 12 tháng 1 năm 2014, Hãng thông tấn Trung ương Triều Tiên (KCNA) thông báo Hội đồng Nhân dân Tối cao Triều Tiên đã thành lập Ủy ban bầu cử Trung ương để chuẩn bị cho cuộc bầu cử Quốc hội lần thứ 13 của Triều Tiên. Trước đó, ngày 7 tháng 1 năm 2014, đoàn chủ tịch của Hội đồng nhân dân tối cao đã bầu ông Yang Hyong-sop giữ cương vị Chủ tịch 
Ủy ban bầu cử Trung ương.
Ông qua đời vì đột quỵ vào ngày 13 tháng 5 năm 2022, Hưởng thọ 96 tuổi.

## Gia đình
Yang Hyong-sop kết hôn với Kim Shin-sook, chị em họ của Kim Il-sung.